# Bardylis australiensis
Bardylis australiensis är en stekelart som beskrevs av Howard 1907. Bardylis australiensis ingår i släktet Bardylis och familjen växtlussteklar. Inga underarter finns listade.